# ایان هنمور
ایان هنمور (انگلیسی: Ian Hanmore؛ زادهٔ ۲۴ مارس ۱۹۴۵) بازیگر اهل بریتانیا است. وی از سال ۱۹۹۶ میلادی تاکنون مشغول فعالیت بوده‌است.
از فیلم‌ها یا برنامه‌های تلویزیونی که وی در آن نقش داشته‌است می‌توان به شبح هرنهال، ماری یکم اسکاتلند، خواهران مگدالن، خانم هندرسون تقدیم می‌کند، بیداری، ارگ، ماری یکم اسکاتلند و کالبدگشایی اشاره کرد.